# Centre d’études nucléaires de Grenoble
Centre d’Études Nucléaires de Grenoble (CENG) – francuski ośrodek badań jądrowych położony koło Grenoble, założony w 1956 z inicjatywy noblisty Lousia Néela. Jeden z ośrodków podlegających Commissariat à l'energie atomique et aux énergies alternatives. Obecnie większość badań dotyczy energetyki, medycyny, informatyki i łączności.